# John Millington Synge
Edmund John Millington Synge (Rathfarnham, 16 april 1871 – Dublin, 24 maart 1909) was een Iers schrijver van onder andere korte verhalen, gedichten, toneelstukken en essays. Tevens was hij verzamelaar van folklore en een van de oprichters van het Abbey Theatre. Zijn bekendste toneelstuk is The Playboy of the Western World, dat bij de première tot rellen leidde.
Synge leed in zijn leven aan de Ziekte van Hodgkin, welke destijds nog ongeneeslijk was. Hij stierf kort voor zijn 38e verjaardag. Zijn laatste toneelstuk, The Last Black Supper, is nooit voltooid.

## Biografie

### Jonge jaren
Synge werd geboren in Rathfarnham. Hij was de jongste zoon in een familie met acht kinderen. Zijn ouders maakten deel uit van de protestantse midden- en bovenklasse. Tijdens zijn jeugd was Rathfarnham nog een landelijk gelegen plaatsje. Synge ontwikkelde in zijn jeugd een passie voor ornithologie. Zijn eerste ‘literaire werk’ was een natuurdagboek dat hij maakte in samenwerking met Florence Ross.
Nadat Synges vader op 49-jarige leeftijd stierf aan pokken, trok hij met zijn moeder en broers/zussen in bij zijn grootmoeder. Synge was in zijn jeugd vaak ziek. Hij kreeg les aan privéscholen in Dublin en Bray. Later in zijn jeugd studeerde hij piano, fluit, viool en muziektheorie aan de Royal Irish Academy of Music. Hij kreeg in 1891 een studiebeurs en ging studeren aan het Trinity College te Dublin. In 1892 haalde hij hier zijn Bachelor. Synge studeerde onder andere Iers en Hebreeuws.
Synge werd lid van de Dublin Naturalists' Field Club en las de boeken van Charles Darwin. Tevens was hij een jaar lang lid van de Irish League. Naar aanleiding van wat hij las in de werken van Darwin brak Synge met het protestantse geloof.

### Opkomst als schrijver
Na te zijn afgestudeerd in 1893 wilde Synge eerst professioneel muzikant worden. Hij ging naar Duitsland om daar muziek te studeren. Later kwam hij terug op deze beslissing daar hij plankenkoorts bleek te hebben en twijfelde aan zijn eigen kunnen als muzikant. Hij besloot daarom dat hij liever literatuur wilde studeren. Hij keerde in juni 1894 terug naar Ierland, en vertrok het jaar erop naar Parijs om literatuur en talen te gaan studeren aan de Universiteit van Parijs.

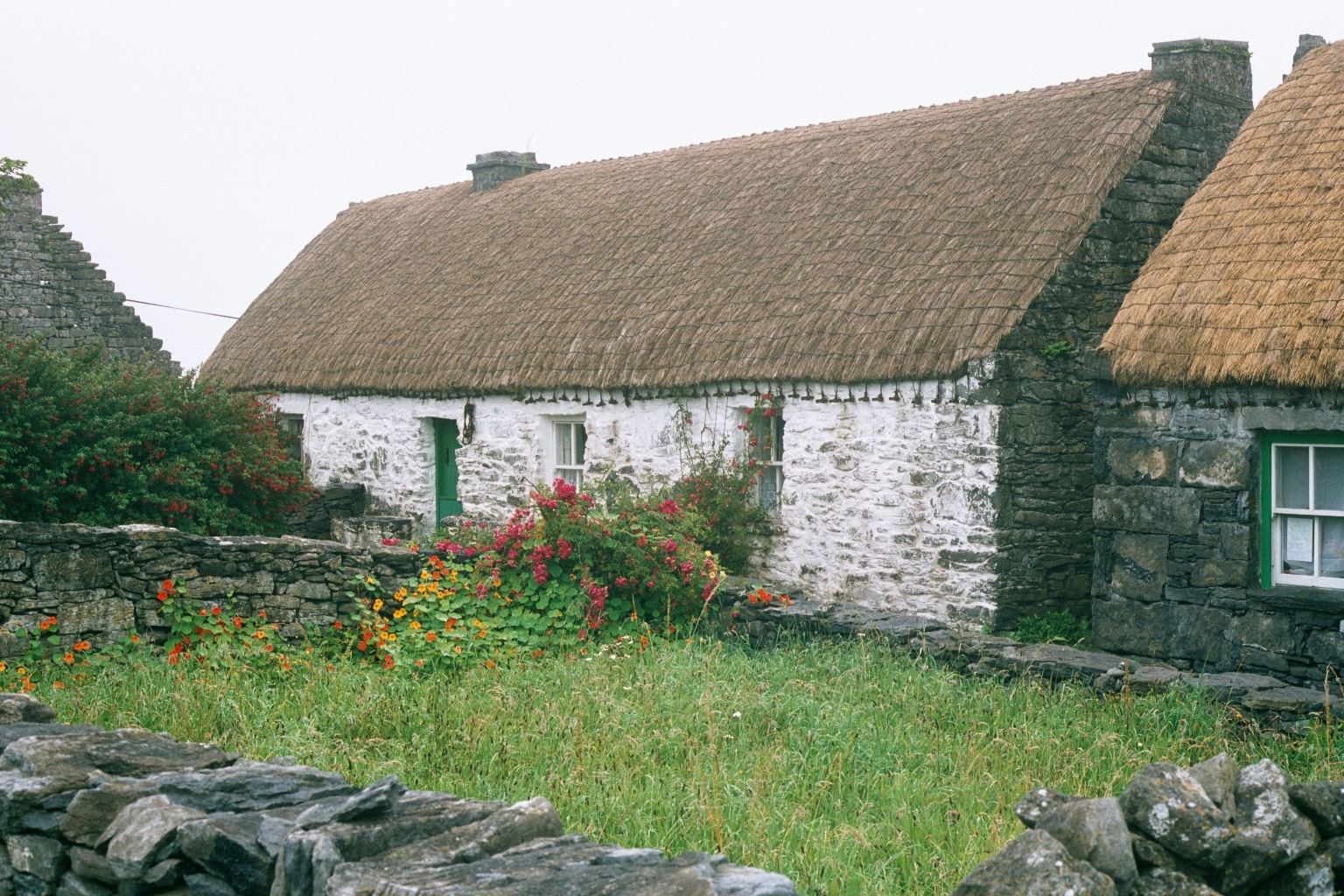
Het huis waar Synge verbleef op Inis Meáin, tegenwoordig een museum.

Tijdens de zomervakantie, die Synge in Dublin doorbracht met zijn familie, leerde hij Cherrie Matheson kennen. Hij werd verliefd op haar en vroeg haar in 1895 ten huwelijk, maar ze sloeg dit aanbod af. In 1896 probeerde hij het weer, maar wederom zonder succes. Deze dubbele afwijzing maakte dat Synge besloot zo veel mogelijk tijd buiten Ierland te willen doorbrengen. In 1896 bezocht Synge Italië om de taal en cultuur aldaar te bestuderen alvorens terug te keren naar Parijs. Hij ontmoette later dat jaar William Butler Yeats, die hem aanmoedigde om een tijdje op de Araneilanden te gaan wonen. Synge ging op dit aanbod in en richtte samen met Yeats, Isabella Augusta Gregory en George William Russell de Irish National Theatre Society op, die uiteindelijk het Abbey Theatre zou oprichten. Hij schreef een reeks literair kritische stukken voor Gonne's Irlande Libre. Tevens schreef hij een aantal nooit gepubliceerde gedichten.
In 1897 kreeg Synge zijn eerste aanval van de Ziekte van Hodgkin. In de jaren erop bracht hij vijf zomers door op de Araneilanden, waar hij zich bezighield met het verzamelen van lokale verhalen en folklore. De rest van de tijd woonde hij vooral in Parijs. Tijdens deze periode schreef Synge zijn eerste toneelstuk; When the Moon has Set. Hij stuurde het naar Lady Gregory voor het Irish Literary Theatre in 1900, maar zij wees het stuk af.
Synges eerste werken over de Araneilanden zelf werden gepubliceerd in New Ireland Review (1898) en zijn boek The Aran Islands (1901). Deze laatste werd geïllustreerd door Jack Butler Yeats. Synge beschouwde dit boek als zijn eerste echte serieuze werk. Toen Lady Gregory het boek las, adviseerde ze Synge om de plaatsen in het boek niet rechtstreeks bij naam te noemen en meer volksverhalen eraan toe te voegen, maar Synge weigerde dit omdat hij iets realistisch wilde maken. Synges ervaringen op de Araneilanden vormden de basis voor een groot aantal toneelstukken over de Ierse boeren en visserijgemeenschappen die hij later in zijn leven zou schrijven.
In 1903 vertrok Synge naar Londen. Hij schreef twee korte toneelstukken: Riders to the Sea en The Shadow of the Glen. Deze kregen van Lady Gregory wel haar goedkeuring en The Shadow of the Glen werd uitgevoerd in de Molesworth Hall in oktober 1903. Riders to the Sea werd uitgevoerd in februari 1904. Beide stukken waren gebaseerd op verhalen die Synge had verzameld op de Araneilanden. The Shadow of the Glen, een verhaal over een ontrouwe vrouw, kreeg echter veel kritiek te verduren vanuit de Iers-Nationalistische hoek, met name van Arthur Griffith.
Toen het Abbey Theatre werd opgericht, werd Synge benoemd tot literair adviseur. Al snel werd hij een van de directeuren van het theater, samen met Yeats en Lady Gregory. Synge hield er echter andere ideeën op na dan Yeats en Lady Gregory over hoe een Iers theater moest zijn.

### Latere jaren

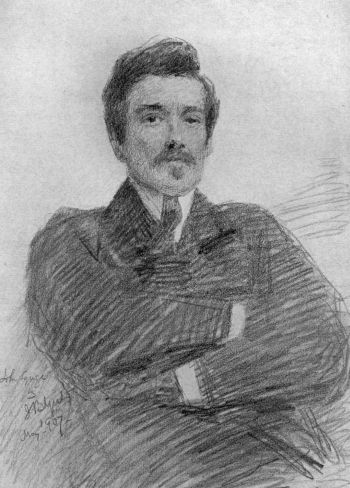
John Millington Synge

Op 26 januari 1907 ging Synges bekendste toneelstuk in première; The Playboy of the Western World. Het stuk was een komedie over een mogelijke parracide. Het stuk werd gezien als zeer controversieel en leidde tot felle protesten van het Ierse publiek. Volgens Synge kwam de kritiek vooral omdat het stuk gebruikmaakte van de vele stereotypen die bij onder andere de Britten bestonden over Ieren. Bij de eerste voorstelling ontstond tijdens de derde akte zelfs protest onder het publiek; iets waar Yeats later nog naar refereerde tijdens zijn speech in 1926.
Eveneens in 1907 voltooide Synge het stuk The Tinker's Wedding, waar hij vijf jaar lang aan had gewerkt.
In 1909 kreeg Synge een relatie met actrice Maire O'Neill. Dat jaar trad zijn ziekte echter weer op, ditmaal met fatale gevolgen. Synge stierf in het Elpis zorghuis in Dublin. Hij ligt begraven op het Mount Jerome kerkhof.

## Nasleep
Synges toneelstukken hielpen het Abbey Theatre een eigen stijl te geven, die gedurende vier decennia werd behouden. Zijn werken hebben invloed gehad op een groot aantal latere toneelschrijvers, waaronder Sean O'Casey, Brendan Behan, Paul Vincent Carroll, Brinsley MacNamara, en Lennox Robinson.
Synges huis op de Araneilanden is inmiddels een museum gewijd aan de schrijver. Tevens wordt er sinds 1991 jaarlijks een speciale Synge zomerschool gehouden in Rathdrum.
Over Synges relatie met Maire O'Neill schreef Joseph O'Connor de roman Ghost Light.

## Selecte bibliografie
- In the Shadow of the Glen, 1903
- Riders to the Sea, 1904
- The Well of the Saints, 1905
- The Aran Islands, 1907 (The book at wikisource: The Aran Islands)
- The Playboy of the Western World, 1907
- The Tinker’s Wedding, 1908
- Poems and Translations, 1909
- Deirdre of the Sorrows 1910
- In Wicklow and West Kerry, 1912
- Collected Works of John Millington Synge 4 vols., 1962–68
  - Vol. 1: Poems, 1962
  - Vol. 2: Prose, 1966
  - Vols. 3 & 4: Plays, 1968